# Valbona
Valbona ili Valbonë je rijeka u sjevernom dijelu Albanije. Izvire u planinskom masivu Prokletijama u blizini granice s Crnom Gorom, a nakon otprilike 50 km, ulijeva se u rijeku Drin. Svojim tokom čini dolinu, čiji je gornji dio zaštičen i proglašen nacionalnim parkom (Nacionalni park Valbona, ustanovljen 1996). Izvori rijeke nalaze se na istočnim obroncima prijevoja "Qafa e Valbones" (hrv. "vrat Valbone"), a odmah nakon vodopada Valbona rijeka nestaje u krševitim terenom te sljedećih 7 km teče pod zemljom. Rijeka svojim čitavim tijekom je brza i divlja. Smatra se najvećom pritokom rijeke Drina, jedna je od rijeka s najčišćom vodom u Albaniji.